# Sackbrut
Die Sackbrut, auch Schiffchenbrut genannt, ist eine Krankheit der Honigbiene. Sie wird durch das Sackbrut-Virus verursacht. 
Sie macht sich durch vor dem Streckstadium absterbende Larven bemerkbar, die wie ein mit bräunlicher Flüssigkeit gefülltes Säckchen (hoch infektiös) am Zellenboden liegen. Mit Hilfe einer Pinzette kann man diese „Säckchen“ aus den Zellen heben. Nach dem Eintrocknen der „Säckchen“ in den Zellen bleibt ein wie ein Schiffchen geformter Schorf (nicht infektiös) in den Zellen zurück.